# 米休里夫卡
49°38′31″N 27°34′52″E / 49.64194°N 27.58111°E
米休里夫卡（烏克蘭語：Мисюрівка）是位於烏克蘭西部的村莊，由赫梅利尼茨基州裡赫梅利尼茨基區的舊西尼亞瓦市鎮負責管轄。該村始建於1715年，面積2.25平方公里，海拔高度290米，2001年人口538，人口密度每平方公里239.3人。